# Dehesa de Campoamor

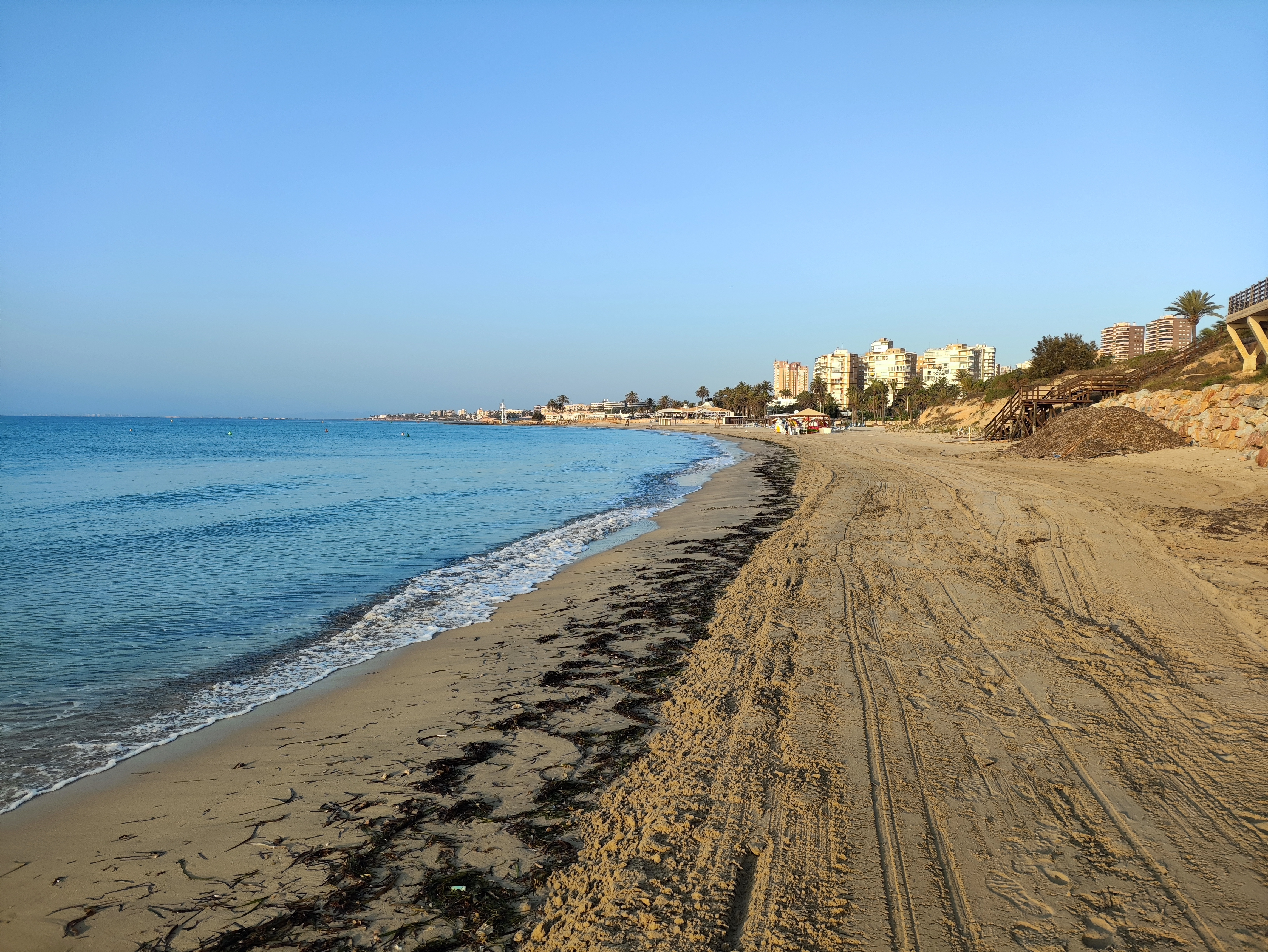
Playa de La Glea, en Dehesa de Campoamor.

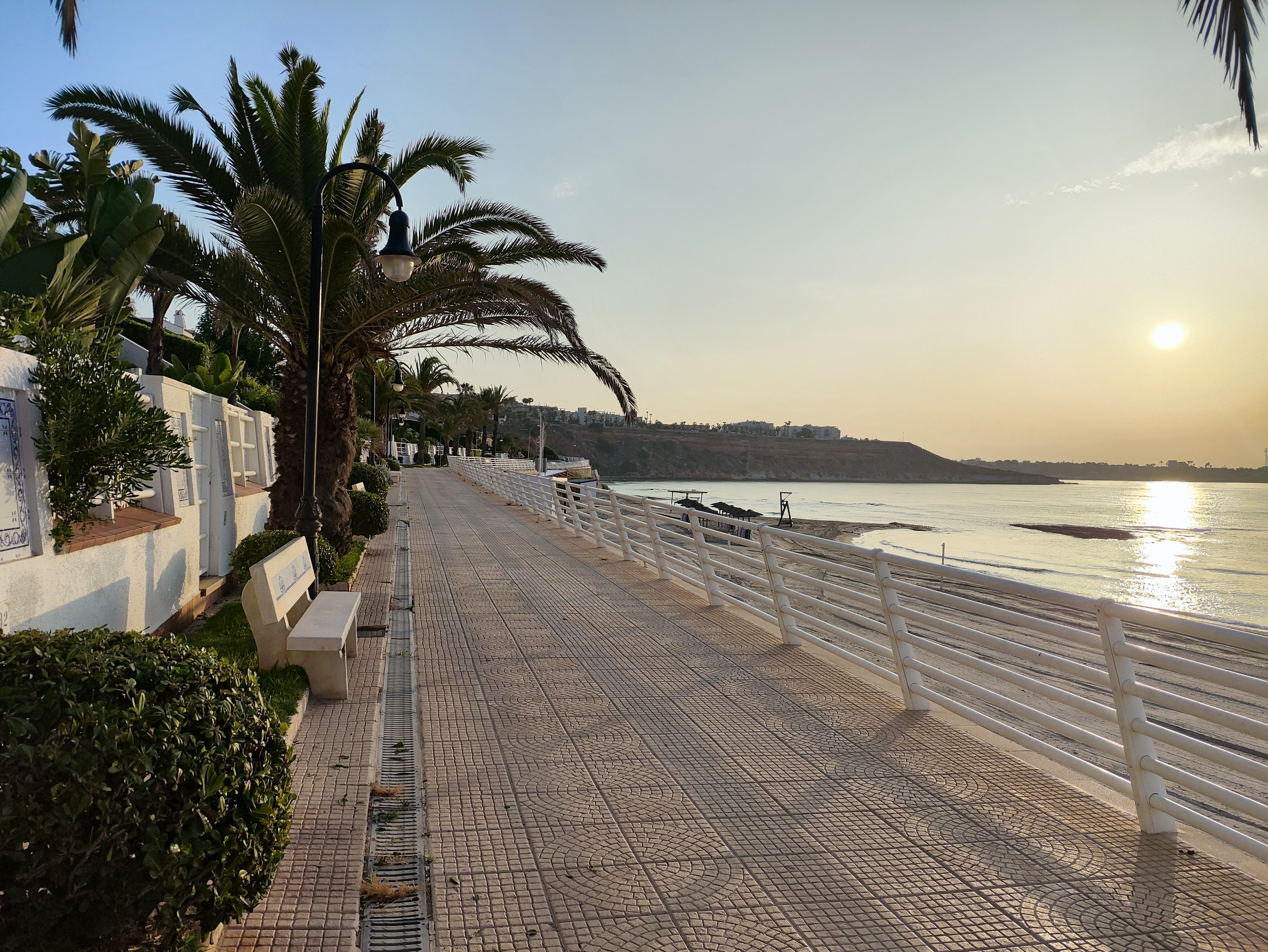
Paseo marítimo de Campoamor, en la playa de Aguamarina.

La Dehesa de Campoamor es una localidad costera situada en la zona de Orihuela Costa,  perteneciente al término municipal y partido judicial de Orihuela. Se sitúa en el extremo sur de la provincia de Alicante, en la Comunidad Valenciana, cerca de la frontera con la comunidad autónoma de Región de Murcia en España.  Limita al sur con el municipio de Pilar de la Horadada y al este con el mar Mediterráneo.
Su población era de 857 habitantes en el año 2018.

## Comunicaciones

### Por carretera
En cuanto a municipios y ciudades de interés, se sitúa a 10 km de Torrevieja, 35 km de Orihuela, 44 km de Cartagena, 45 km de Elche, a 58 km Murcia y a 62 km de Alicante.
La CV-941 discurre desde Dehesa de Campoamor a San Miguel de Salinas y la CV-952 desde San Miguel de Salinas a Casas de Rebate.
Asimismo, en las cercanías discurre la Autopista del Mediterráneo.

### Autobús
Cuenta con conexiones a Alicante y Torrevieja mediante líneas interurbanas.
Adicionalmente, varias líneas interurbanas de la Región de Murcia prestan servicio a la localidad:
| Línea     | Recorrido                                                                                      | Operador       |
| --------- | ---------------------------------------------------------------------------------------------- | -------------- |
| 410       | San Pedro del Pinatar - Pilar de la Horadada - Torre de la Horadada - Mil Palmeras - Campoamor | ALSA (TUCARSA) |
| MUR-092-2 | Murcia - San Javier - Campoamor                                                                | Interbus       |

Además la empresa Bilman Bus opera servicios regulares de largo recorrido (VAC-213) que enlaza las ciudades de Santander, Bilbao, San Sebastián, Vitoria, Pamplona, Logroño, Teruel, Valencia o Alicante con La Manga del Mar Menor con parada en Dehesa de Campoamor.

## Naturaleza
Las zonas con un valor natural destacables cerca de Dehesa de Campoamor son el Parque Natural de Salinas y Arenales de San Pedro del Pinatar y el Mar Menor a 9 km en dirección sur y en dirección norte, a 10 km, se encuentran las Salinas de Torrevieja. Más al norte, a unos 30 km, se encuentra la desembocadura del río Segura.y las dunas de Guardamar.

## Río Nacimiento y río Seco
En dirección oeste, a 15 km hacia el interior, en la propia Sierra Escalona se encuentra la rambla de río Seco, que desemboca en la vecina localidad de Pilar de la Horadada.
El río Nacimiento fue declarado como río por el Tribunal Supremo.
Se ha propuesto la recuperación ecológica de la desembocadura (laguna / humedal) del río Nacimiento en la playa de La Glea en Campoamor. La Glea, aparece cartografiada como laguna a mediados del siglo XIX Los terrenos de la antigua laguna se utilizan actualmente como zona de aparcamiento de la playa de La Glea a pesar de perder este terreno natural y del grave riesgo de inundaciones periódicas que presentan, categorizadas como peligrosidad 1, la más alta en la escala de 7 en todas las cartografías de riesgo de inundación.
La cuenca del río Nacimiento se encuentra sobre dos masas de agua subterráneas (MAS), a saber, la MAS 070.052 “Campo de Cartagena” en su curso alto y la MAS 070.053 “Cabo Roig” hacia la desembocadura. estas dos MAS poseen un riesgo seguro de incumplir los objetivos medioambientales (OMA) de la Directiva Marco del Agua (DMA).
Por otro lado, se ha producido el hallazgo de un miliario romano en el río Nacimiento, en Dehesa de Campoamor.